# ميخائيل غريفين
ميخائيل غريفين (بالإنجليزية: Michael Griffin)‏ هو محامي وسياسي أمريكي، ولد في 9 سبتمبر 1842 في مقاطعة كلير في جمهورية أيرلندا، وتوفي في 29 ديسمبر 1899 في يو كلير في الولايات المتحدة. حزبياً، نشط في الحزب الجمهوري. وقد انتخب عضو جمعية ولاية ويسكونسن وانتخب عضو مجلس ولاية ويسكونسن وانتخب عضو مجلس النواب الأمريكي.